# Manfred Allié
Manfred Allié (ur. 1955 w Marburgu) – niemiecki pisarz i tłumacz.
Tłumaczył na język niemiecki takich autorów jak Wendy Beckett, Joseph Conrad, Ralph Ellison, Patrick Leigh Fermor, Patricia Highsmith, Michael Innes, Reif Larsen, Yann Martel, Anthony McCarten, Joseph O’Connor, Richard Powers, Josephine Tey i Edith Wharton. 

## Publikacje
- Manfred Allié u. Jörg Nagler: Die Klassiker der amerikanischen Literatur: von der frühen Nationalliteratur bis zur Gegenwart, Econ-Taschenbuch-Verlag, Düsseldorf 1987, ISBN 3-612-10048-3
- Manfred Allié: Nord-England: von Yorkshire bis zum Lake District, DuMont, Köln 1990, ISBN 3-7701-2131-7